# 民德堂
民德堂，為屬齋教龍華教的佛堂，由開山住持 顏普眼創建於清朝咸豐九年（1859年），對於台灣齋教文化與羅普仁（羅祖）的學術研究有相當貢獻。

## 歷史
台中民德堂為屬於臨濟正宗齋門龍華派與的佛堂，主奉千手千眼觀世音菩薩。
- 清朝咸豐九年（1859年），開山住持顏普眼自福建龍華祖堂(壹是堂系)恭請觀世音菩薩聖像渡海來台，於鹿港街尾建堂「崇德堂佈教所」佈教。
- 第二代住持 顏普光掌教時，崇德堂被大水毀壞，是年明治三十一年（清光緒二十四年；1898年）。
- 第三代住持 顏普元，於明治四十五年（民國元年；1912年），台中後龍子重建佛堂並更名為民德堂。昭和十年（民國二十四年；1935年）因都市重劃開闢五權路而遷址至篤行路146巷13號至今。第三任住持樂善好施曾當選好人好事代表。
- 第四代住持 顏施普空（顏施福德；位階:太空(傳燈)）為台灣佛教龍華聯誼會會長。民德堂住持屬世襲制，由子孫持齋者繼承主持法事與佈教。
- 第五代住持 顏施普空之千金掌教至今。

## 民德堂石柱的對聯
- 民運宏開舉世同依三寶；德燈傳妙諦萬聖盡龍華
- 淨地薰風瓶中楊柳千載翠；晴天明月座上蓮花萬朵鮮

## 文化貢獻
民德堂對龍華教經典的保存推廣有重要貢獻。編修《龍華科儀》、發行《金剛科儀寶卷》、《佛說明宗孝儀寶卷》、《太上祖師羅祖簡史》及《源流法脈根本》等對齋教文化保存有重大貢獻。昭和十六年（1941年）編輯出版《臺灣佛教名跡寶監》，為台灣佛教重要史料。民國六十九年（1980年），民德堂更打破傳統把羅普仁祖師的《五部六冊》公開出版並贈送與學者，對羅祖與羅教的學術研究共獻極大。